# سیلوستر چولانی
سیلوستر چولانی (مجاری: Csollány Szilveszter زادهٔ ۱۳ آوریل ۱۹۷۰ – درگذشتهٔ ۲۴ ژانویهٔ ۲۰۲۲) ژیمناست اهل کشور مجارستان بود.